# Verenigd Koninkrijk op het Eurovisiesongfestival 2003
Het Verenigd Koninkrijk nam deel aan het Eurovisiesongfestival 2003. Het land werd vertegenwoordigd door de groep Jemini met het lied Cry Baby.

## Selectieprocedure
De nationale finale, A song for Europe, deed dienst als de selectieprocedure. Een halve finale werd gehouden op 31 januari 2003 en de eigenlijke finale op 2 maart 2003. Terry Wogan en Ken Bruce presenteerden de halve finale en Terry Wogan de finale.
Acht artiesten namen deel aan de halve finale, waarvan de top 4 doorging naar de finale.
| Artiest       | Lied                    | Plaats | Totaal | Zuid-Engeland | Wales | Noord-Ierland | Midlands | Noord-Engeland | Schotland |
| ------------- | ----------------------- | ------ | ------ | ------------- | ----- | ------------- | -------- | -------------- | --------- |
| Jemini        | "Cry Baby"              | 1      | 68     | 10            | 12    | 12            | 10       | 12             | 12        |
| Simon Chapman | "Now and Forever"       | 4      | 0      | -             | -     | -             | -        | -              | -         |
| Mimi          | "Ever Since that Night" | 3      | 54     | 9             | 9     | 9             | 9        | 9              | 9         |
| Emily Reed    | "Help Me"               | 2      | 64     | 12            | 10    | 10            | 12       | 10             | 10        |

## In Riga
In Letland moest het Verenigd Koninkrijk aantreden als 15de, net na Nederland en voor Oekraïne. Op het einde van de puntentelling bleek dat ze op een laatste plaats waren geëindigd met 0 punten.

### Punten gegeven door Verenigd Koninkrijk

#### Finale
Punten gegeven in de finale:
| 12 punten | Ierland    |
| 10 punten | Zweden     |
| 8 punten  | Oostenrijk |
| 7 punten  | Turkije    |
| 6 punten  | Noorwegen  |
| 5 punten  | België     |
| 4 punten  | Duitsland  |
| 3 punten  | Estland    |
| 2 punten  | Polen      |
| 1 punt    | Nederland  |

1957 · 1958 · 1959 · 1960 · 1961 · 1962 · 1963 · 1964 · 1965 · 1966 · 1967 · 1968 · 1969 · 1970 · 1971 · 1972 · 1973 · 1974 · 1975 · 1976 · 1977 · 1978 · 1979 · 1980 · 1981 · 1982 · 1983 · 1984 · 1985 · 1986 · 1987 · 1988 · 1989 · 1990 · 1991 · 1992 · 1993 · 1994 · 1995 · 1996 · 1997 · 1998 · 1999 · 2000 · 2001 · 2002 · 2003 · 2004 · 2005 · 2006 · 2007 · 2008 · 2009 · 2010 · 2011 · 2012 · 2013 · 2014 · 2015 · 2016 · 2017 · 2018 · 2019 · 2020 · 2021 · 2022 · 2023 · 2024 · 2025